# Pilar Fernández Pardo
María del Pilar Fernández Pardo (Madrid, 3 de noviembre de 1959) es una médica y política española.

## Biografía
Casada, con dos hijos, Pilar Fernández Pardo es licenciada en Medicina y Cirugía por la Universidad de Salamanca (promoción de 1984) y en Derecho por la Universidad Nacional de Educación a Distancia (promoción de 1998). Es miembro de la Asociación Española de Derecho Sanitario y miembro del consejo de administración de la sociedad pública Gijón al Norte. En 2005 fue nombrada Patrona de Honor de la Fundación Caveda y Nava. 
Entre 1984 y 1999 trabajó como médica en una clínica privada.

## Trayectoria política

### Primera etapa (199-2013)

#### Concejal (1999-2013)
En las elecciones municipales de 1999 fue elegida concejal del Ayuntamiento de Gijón por el Partido Popular. El 11 de febrero de 2003 fue designada presidenta del Partido Popular de Gijón tras la salida de Isidro Martínez, por lo que fue la cabeza de lista de la formación en las elecciones municipales de mayo de 2003. También lo fue en las elecciones de 2007 y 2011, siendo la jefa de oposición en todo momento al gobierno de la alcaldesa Paz Fernández Felgueroso.
En las elecciones municipales de 2011 la segunda fuerza más votada es el partido Foro Asturias, escisión del Partido Popular. Debido a esto el PP pierde gran parte de su representación en la Corporación 2011-2015. En contra de las directrices del PP, que había vetado a FORO, Pilar Fernández Pardo apoyó a la candidata de FORO, Carmen Moriyón, como alcaldesa de Gijón. No obstante, el PP no entró en el gobierno municipal y se mantuvo en la oposición. Este acuerdo fue apodado el «pacto de las batas blancas», puesto que ambas candidatas eran médicas.
El 14 de febrero de 2013 Pilar Fernández Pardo es destituida como presidenta del PP gijonés por la dirección regional del partido, representada por Mercedes Fernández y Fernando Goñi Merino, presidenta y secretario general respectivamente. Le sustituye una Comisión Gestora. Debido a esto, el 22 de febrero de 2013 presentó su dimisión como portavoz municipal del PP y como concejala del Ayuntamiento de Gijón. Después de abandonar la política volvió a su profesión de médica en una clínica privada.
Como concejala, ha sido portavoz de medio ambiente y sanidad, de 1999 a 2003, y formó parte de las comisiones de urbanismo e infraestructuras y hacienda desde 2003. También fue vicepresidenta del Partido Popular de Asturias.

#### Senadora (2004-2008)
En la VIII legislatura de España (2004-2008) fue Senadora en Cortes Generales. Fue vicepresidenta segunda en la Comisión de Justicia (06/06/2007 al 15/01/2008), secretaria segunda en la Comisión de Justicia (24/06/2004 al 30/05/2007), vocal en la Comisión de Justicia (22/06/2004 al 24/06/2004), vocal en la Comisión de Justicia (30/05/2007 al 06/06/2007), vocal en la Comisión de Medio Ambiente (12/05/2004 al 13/09/2004), vocal en la Comisión de Sanidad y Consumo (12/05/2004 al 15/01/2008), vocal en la Comisión conjunta de la Comisión de Educación y Ciencia y de la Comisión de Sanidad y Consumo (05/04/2005 al 15/01/2008), vocal en la Comisión conjunta de la Comisión de Sanidad y Consumo y de la Comisión de Trabajo y Asuntos Sociales (07/06/2005 al 15/01/2008), y vocal en la Comisión Mixta para el Estudio del Problema de las Drogas (27/05/2004 al 15/01/2008).

#### Diputada (2008-2011)
En la IX legislatura de España fue diputada en Cortes Generales y vocal de la Comisión de Política Territorial, secretaria segunda de la Comisión de Sanidad, Política Social y Consumo, además de vocal de la Comisión no permanente para el seguimiento y evaluación acuerdos Pacto de Toledo. Desde el 01/09/2008 al 19/10/2009 ha sido vocal de la Comisión de Administraciones Públicas, y desde el 05/05/2008 al 19/10/2009 secretaria segunda de la Comisión de Sanidad y Consumo.

### Segunda etapa (2022-act.)
En 2022, tras la llegada de Diego Canga Fano al Partido, volvió al Comité Ejecutivo Autonómico como vicesecretaria del área Institucional, y ocupó el segundo puesto en la candidatura del PP en las elecciones autonómicas de Asturias de 2023. Sería elegida diputada en la XII Legislatura de la Junta General.